# راگبی لیگ ۹ نفره

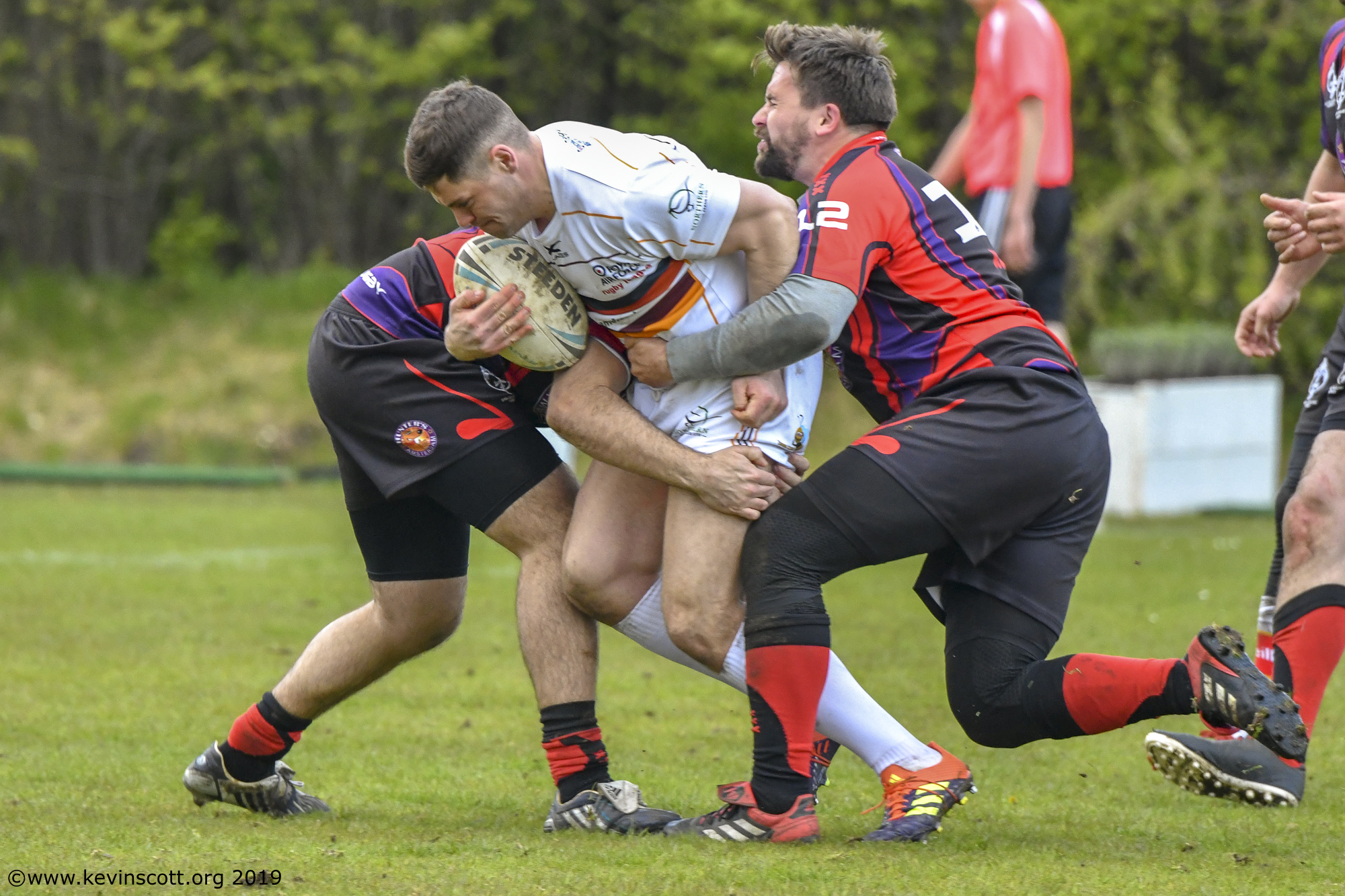
یک مسابقه راگبی لیگ ۹ نفره - روتردام ۲۰۱۹

 راگبی لیگ ۹ نفره (به انگلیسی: Rugby league nines) زیرشاخه ای از دسته ورزش‌های راگبی است. قوانین این ورزش مطابق قوانین راگبی اصلی می‌باشد با این تفاوت که هر تیم دارای ۹ بازیکن است و طول زمین نیز کمی کوتاه تر می‌باشد 